# Le Bon Marché
Le Bon Marché (česky Dobrý trh) je obchodní dům v Paříži. Nachází se mezi ulicemi Rue de Sèvres, Rue de Babylone a Rue du Bac v 7. obvodu. Byl založen v roce 1838 a stal se později prvním obchodním domem v dějinách. Spoluzakladatel Aristide Boucicaut se stal předlohou hlavního hrdiny Zolova románu U štěstí dam (1883).

## Historie

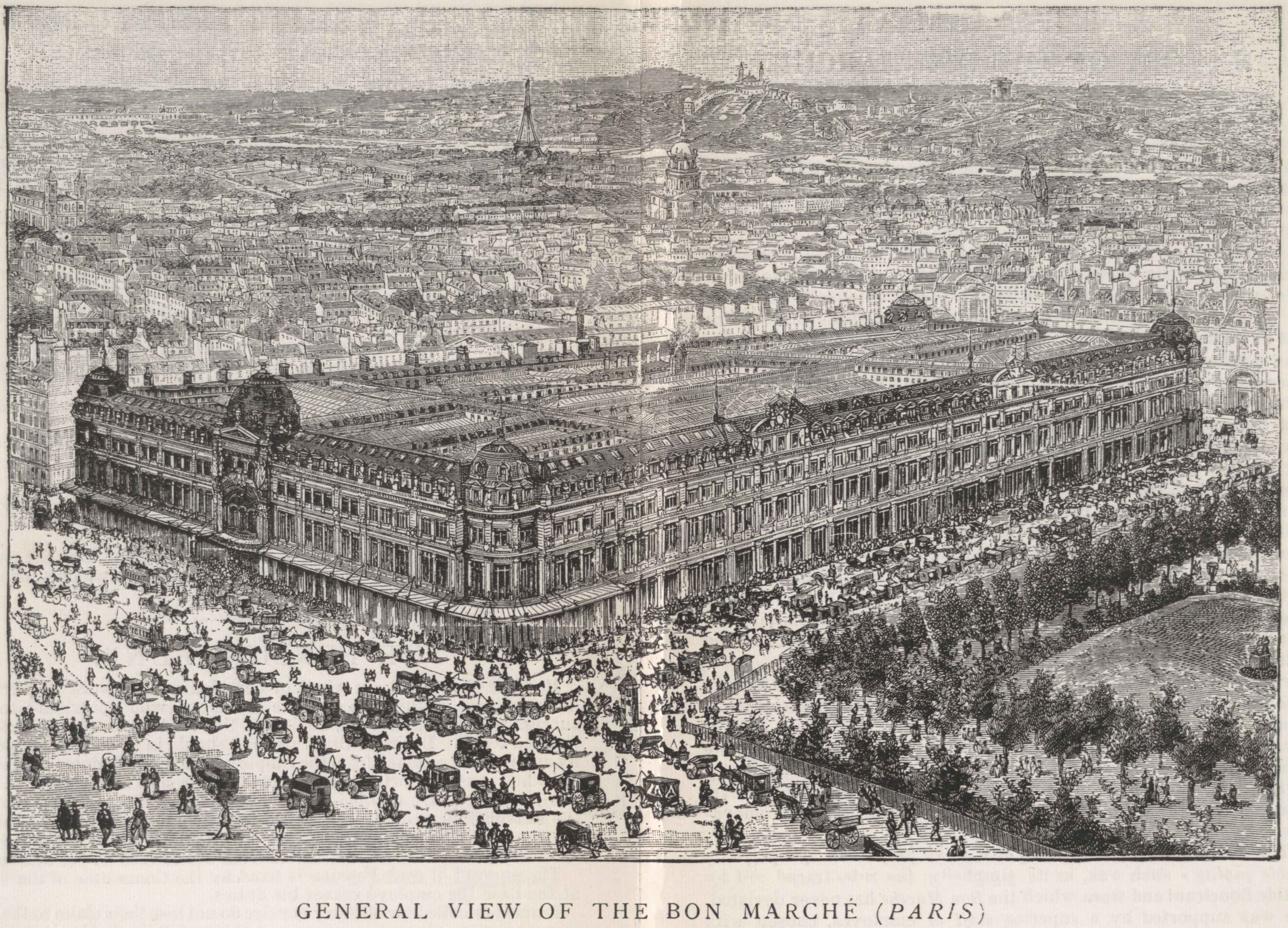
Vyobrazení obchodního domu z roku 1892

Obchod pod názvem Au Bon Marché založili v roce 1838 bratři Videau a roku 1848 do podniku vstoupili manželé Boucicautovi jako podílníci. V roce 1852 získali ve firmě většinu. Obchod s původně 12 zaměstnanci přeměnili v následujících letech na velký obchodní dům s rozsáhlým sortimentem, pevnými cenami a intenzivní reklamou. V roce 1863 vyplatili manželé i zbytek firmy rodině Videau. V roce 1869 došlo k největšímu rozšíření budovy, na kterém se podílel Gustave Eiffel. V roce 1855 jej napodobil obchod Grands Magasins du Louvre a poté následovaly obchodní domy À la Belle Jardinière (1956), Printemps (1865) a La Samaritaine (1869). Tito následovníci a konkurenti sídlili na pravém břehu, zatímco Le Bon Marché zůstal dominantní na levém břehu.
V roce 1984 získala obchodní dům skupina LVMH a roku 1989 byl dům přejmenován na dnešní Le Bon Marché.